# Sršeň obecná
Sršeň obecná (Vespa crabro) je zástupcem jedovatého sociálního blanokřídlého hmyzu z čeledi sršňovitých a rodu Vespa (sršeň). Žije v mírných oblastech Evropy a Asie, zavlečena byla i do Severní Ameriky.
Stavbou těla se podobá běžnějším vosám, je však větší a trochu jinak zbarvená. Dosahuje délky 18–35 mm. Na těle se střídá žlutá, černohnědá a cihlová barva. Oválné hnízdo z papíroviny (směs slin a starého dřeva) si většinou staví v dutinách stromů. V průměru může hnízdo měřit až 80 cm. Žije ve společenstvech, která mohou čítat až okolo 1700 jedinců. Společenstva zakládá oplodněná samice – královna, a následně je tvoří dělnice, samci, samice a nedospělí jedinci. Samice a dělnice disponují silnými kusadly a žihadly s jedem, samcům žihadlo chybí a kusadla mají měkčí.
Sršně krmí své larvy různým hmyzem, především mouchami, můrami, vosami, včelami, cikádami a vážkami, případně pavoukovci. Dospělci se živí většinou sladkou šťávou z ovoce, květů a mízou stromů. Královna krátce po probuzení z hibernace konzumuje hmyz, aby získala bílkoviny.
Pokud není podrážděná, nechová se agresivně a lidí si nevšímá ani v blízkosti hnízda. Jed sršně je poměrně slabý, zejména v porovnání se včelím jedem, avšak způsobuje člověku značnou bolest. Někdy je sršeň označována za škůdce (kvůli požírání včel a zralého ovoce) nebo za obtížný hmyz (z obavy před žihadlem), ale zároveň se upozorňuje na její prospěšnost (hubení much a vos).

## Etymologie
Slovo sršeň je s drobnými obměnami přítomno ve všech slovanských jazycích. Toto slovo je nejblíže příbuzné lotyšskému sirsenis a litevskému širšuõ. Tato slova vznikla odvozením od indoevropského výrazu *ḱr̥s-en-, jehož původ se hledá buď v kořeni *ḱer- (hlava) a odvozené slovo by znamenalo „hlavatý hmyz“ (podobně byla utvořena i slova srna a kráva), nebo je onomatopoického původu a odvozuje se od slova „sršet“ a napodobení bzučivého zvuku.
S indoevropským základem souvisí i protogermánské slovo *hurz-nut-, od něhož bylo odvozeno jednak anglické hornet a jednak starohornoněmecké hornaz, ze kterého vzešlo německé Hornisse. Je možné, že u germánských slov došlo pod dojmem z bzučení k přiklonění ke slovu horn (trouba, trubka, roh), jak dokládá starosaské označení sršně – hornobero (doslova „trubač“). Od indoevropského základu bylo odvozeno i latinské označení crabro, které se používá jako druhové jméno sršně. Rodové jméno Vespa pochází z latiny a znamená „vosa“. Tento výraz se zřejmě vyvinul z protoindoevropského *wobʰseh₂ odvozeného od *webʰ-, což znamená tkát (podle způsobu stavby hnízd).
V běžném úzu slova převažuje mužský životný rod (ten sršeň), v biologickém úzu rod ženský (ta sršeň). V místních nářečích může mít jméno různou podobu, například sršán, stržán, širšáň, šíršán, šršeň, šeršiň, šršleň, sršáň, sršín či bršleň.

## Taxonomie

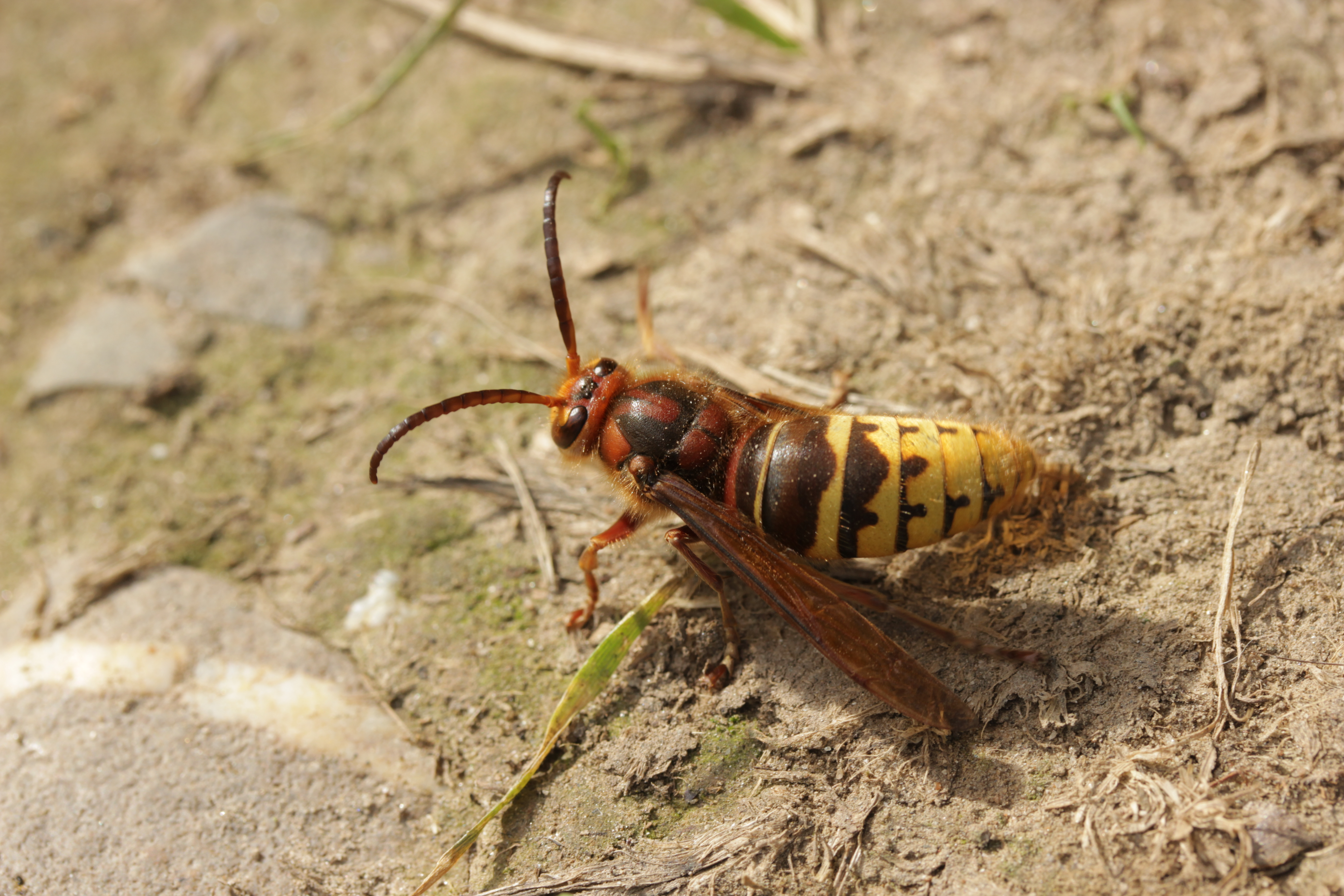
Nejběžnějším „poddruhem“ či formou sršně obecné ve střední a západní Evropě je Vespa crabro germana. Vyznačuje se dvěma sbíhavými červenými proužky na horní straně hrudníku (středozádí) a červenavou spánkovou a temenní částí hlavy. Na fotografii je samec, který má delší, kyjovitě prohnutá tykadla a sedm článků zadečku.

Sršeň obecná je zástupcem blanokřídlého hmyzu z podřádu štíhlopasých, z čeledi sršňovití (Vespidae). Tato čeleď zahrnuje černo-žluto-oranžově zbarvené vosy, jak samotářské, tak sociální. Dále se řadí do podčeledi Vespinae, konkrétně do rodu Vespa (sršeň), který zahrnuje asi 22 žijících a několik fosilních druhů. Sršeň obecná je typovým druhem tohoto rodu. Vědecky ji popsal a zařadil Carl Linné v díle Systema naturae. V rámci rodu Vespa vytváří skupinu nazvanou crabro. Do ní patří ještě Vespa dybowskii, jež je zároveň občasným sociálním parazitem sršně obecné. Obě sršně jsou jak morfologicky, tak geneticky úzce spřízněné. Jejich příbuznými druhy v rámci jednoho kladu jsou sršeň východní (V. orientalis), V. mocsaryana a V. affinis.

### Poddruhy
Sršeň obecná bývala rozdělována na rozličné poddruhy (například Vespa crabro crabro Linnaeus, 1758; Vespa crabro vexator Harris, 1776; Vespa crabro germana Christ, 1791; Vespa crabro crabroniformis Smith, 1852; Vespa crabro borealis Radoszkowski, 1863; Vespa crabro oberthuri du Buysson, 1902; Vespa crabro flavofasciata Cameron, 1903; Vespa crabro altaica Pérez, 1910; Vespa crabro caspica Pérez, 1910; Vespa crabro chinensis Birula, 1925), nicméně toto členění není nadále (stav k roku 2020) používáno a údajné poddruhy jsou považovány za pouhé barevné varianty či formy.

## Popis

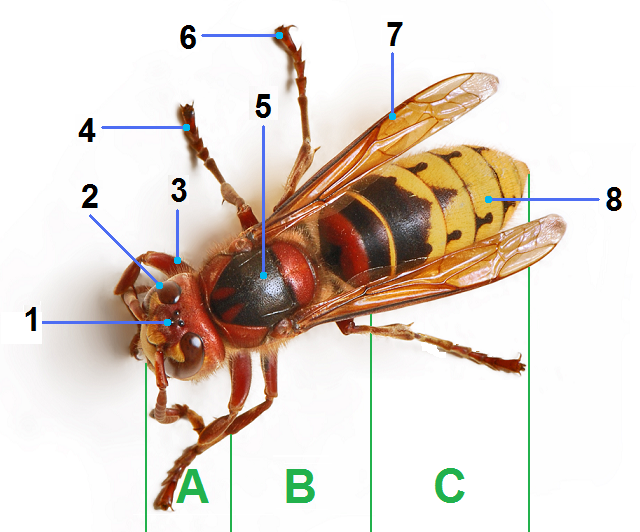
Anatomie sršně obecné: A = hlava (caput), B = hruď (thorax), C = zadeček (abdomen).
1 − jednoduchá očka, 2 − složené oko, 3 − přední pár končetin, 4 − střední pár končetin, 5 − středozádí, 6 − zadní pár končetin, 7 − blanitá křídla, 8 − články zadečku

Královny (plodné samice) sršně obecné dosahují velikosti 25 až 35 milimetrů, dělnice 18 až 25 milimetrů a samci 21 až 28 milimetrů. Hmotnost se pohybuje v průměru okolo 477 miligramů, přičemž maximum je 580 mg. V rámci rodu Vespa se řadí mezi průměrně velké druhy (větší jsou například sršeň mandarínská či Vespa tropica, menší jsou třeba sršeň asijská či Vespa bicolor). Dosahuje ovšem větších rozměrů než vosy rodů Vespula (například vosa útočná či obecná) a Dolichovespula. Vzhledem se jí podobá vosa prostřední (Dolichovespula media), která se jí rovněž nejvíce blíží svými rozměry.
Má dvě velké složené oči ledvinovitého tvaru s výrazným výřezem umístěné po stranách žlutě, resp. červenavě (záleží na barvené formě) zbarvené hlavy. Mezi nimi se nacházejí tři jednoduchá očka. Samčí tykadla jsou větší a mají 13 segmentů, zatímco samičí mají 12 segmentů. Hruď, z níž vyrůstají křídla a tři páry nohou, se dělí na tři části (předo-, středo-, zadohruď) a je stopkovitým útvarem připojena k zadečku. Samičí zadeček se skládá z 6 článků, zatímco samčí jich má 7. Samčí zadeček má oblé zakončení, zadeček samic a dělnic je špičatý a obsahuje žihadlo. Let umožňují dva páry blanitých křídel, která jsou protkána žilnatinou a spojená řadou háčků. Přední pár je výrazně větší. Křídla skládá sršeň rovně nad tělem. Tělu dominují v zásadě tři barvy – sytě žlutá, tmavě hnědá (až téměř černá) a cihlově červená. Žlutá má obvykle tmavší odstín, než je typické u vos rodu Vespula (vosa obecná, vosa útočná).
Ve střední Evropě se vyskytují dva různě zbarvené „poddruhy“ (formy). Vespa crabro germana má v přední svrchní části středohrudi dva červenavé sbíhavé pruhy, kdežto u formy Vespa crabro crabro tyto pruhy chybějí a svrchní část středohrudi je celá tmavě zbarvená.
Sršně jsou schopny účinné termoregulace. Teplota jejich těla se mění podle aktivity a podle měřené části (hlava, hruď, zadeček). Zabývá-li se stavbou hnízda, teplota dosahuje v průměru 26 °C (hlava), 29,6 °C (hruď), 23,5 °C (zadeček), při boji vzroste na 33,1 °C (hlava), 37,2 °C (hruď), 30,2 °C (zadeček).

### Smysly

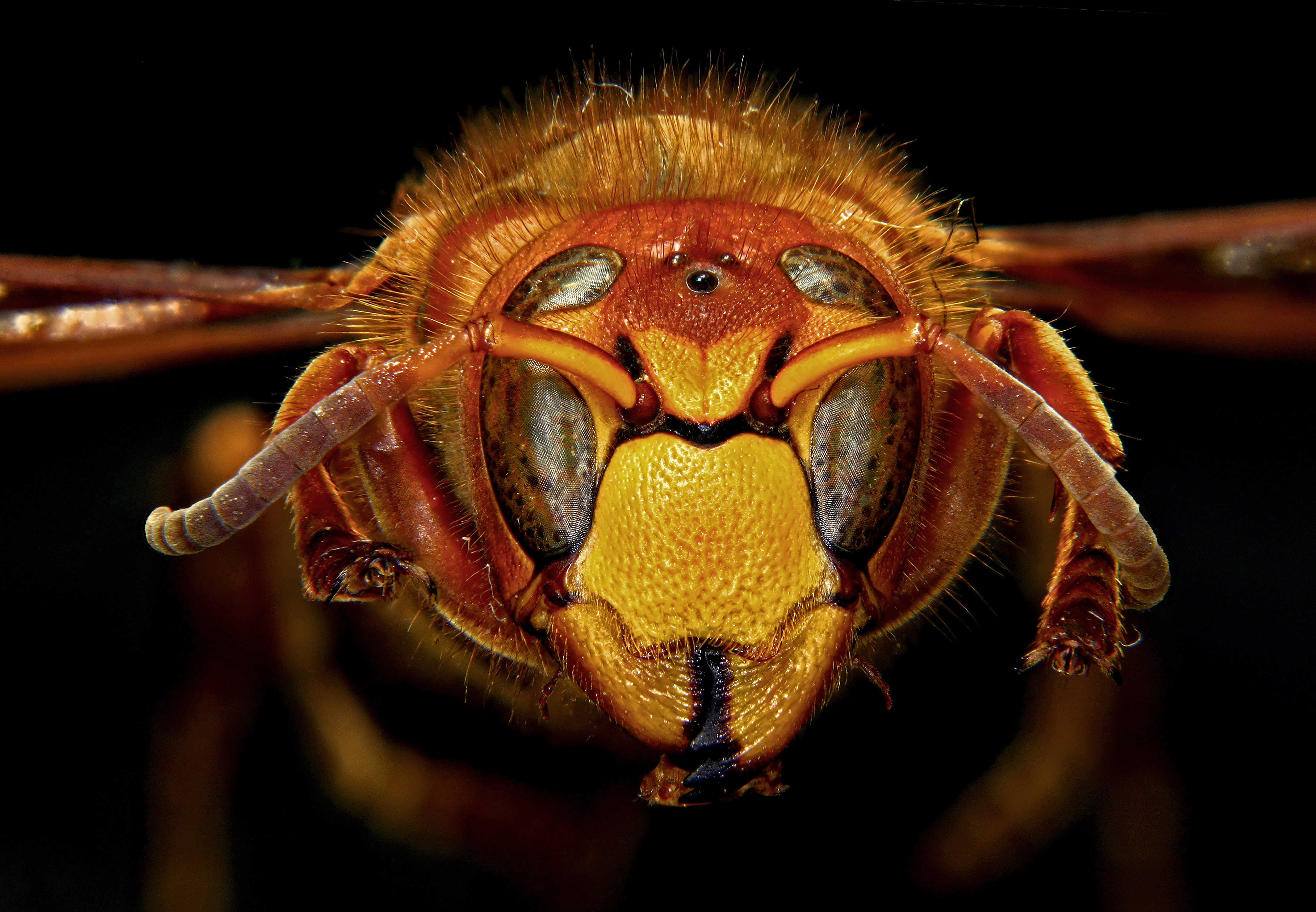
Hlava sršně

Základním sršním smyslem je zrak. Sršeň disponuje velkýma složenýma očima, které sice neumožňují vidět tak ostře jako například člověk, ale na druhou stranu dokáží zaznamenat i zcela nepatrný pohyb. Oči pokrývají zorné pole o úhlu 360° (horizontální rovina) a téměř se 360° (vertikální rovina). Frekvence nervových vzruchů přenášených z oka do mozku dosahuje 200 impulzů za sekundu, což je zhruba osmkrát více než u člověka. Barevné spektrum, které sršeň vnímá, je oproti lidskému rozšířeno o ultrafialové, což je důležité kvůli potravě a rozmnožování.
Důležitým smyslem při vyhledávání potravy je čich. Podobně jako ostatní blanokřídlí dokáže zachytit svými receptory i nepatrné množství aromatických chemických sloučenin zvaných estery (např. methyl-butyrát či butyl-acetát), vylučovaných zrajícím ovocem. Sršeň má vyvinutý rovněž hmat a sluch. Tykadla samců plní důležitou hmatovou a čichovou funkci při vyhledávání partnerky.

### Jed
Jed sršně obecné je bezbarvá aromatická kapalina hořké chuti. Obsahuje aminy, aminokyseliny, enzymy, polypeptidy a ester acetylcholin. Část těchto látek způsobuje šok, část narušuje buněčné membrány a část má neurotoxické účinky. Poloviční smrtná dávka neboli LD50 se pohybuje od 8,7 po 90 mg/kg živé váhy. K výše zmíněným výsledkům došlo při testech na myších a krysách. Při testování na hmyzu se smrtelná dávka snížila na 2,7 až 7,6 mg/kg, což potvrzuje hypotézu o vyšší účinnosti sršního jedu na hmyz než na savce.

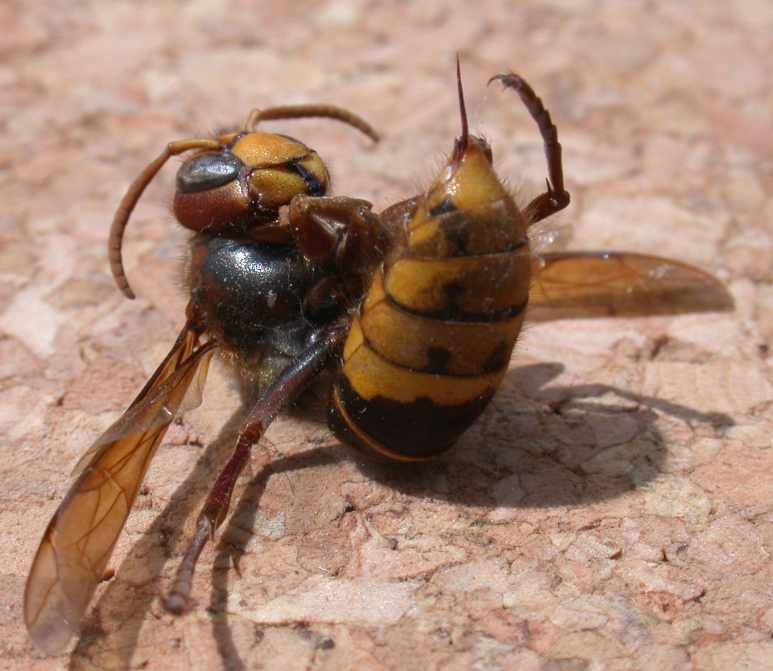
Vysunuté žihadlo sršně obecné

Populární mýtus tvrdí, že sršně a další vosy jsou vůči vlastnímu jedu imunní. Experimenty se sršněmi však prokázaly efektivní účinnost jejich jedu vůči jedincům vlastního druhu. Navíc se zjistilo, že poloviční smrtelná dávka (LD50) byla 4 mg/kg, tedy poměrně nízká. Při každém bodnutí vypustí sršeň přibližně 0,5 mg kapalného jedu (včela 1,7 mg), což představuje asi 0,17 mg suchého jedu. Slouží především k usmrcení bránícího se hmyzu, případně k soubojům s jinými sršněmi, čímž se liší od včelího jedu, který má mít obranný účinek vůči vetřelcům, vesměs obratlovcům, napadajícím včelí hnízdo. Toxicita sršního jedu je přibližně patnáctkrát (údaje se často liší a udávají se čísla v rozmezí od 1,7 po 50krát) menší než včelího. Sršní bodnutí je oproti bodnutí jinými vosami bolestivější, protože sršní jed obsahuje větší množství acetylcholinu (cca 5 %), což je látka, která zprostředkovává přenášení vzruchů v nervové soustavě živočichů.
Pro zdravého člověka není nebezpečné ani několikanásobné bodnutí (měl by bez jakýchkoli problémů snést 50 až 100 bodnutí). Teoreticky smrtelná dávka vosího a sršního jedu je asi 155 bodnutí na 1 kg živé váhy. Ohroženou skupinou jsou malé děti, starší nemocní lidé a především alergici, u nichž ve výjimečných případech může dojít i k úmrtí v důsledku anafylaktického šoku. Alergie na žihadlo není vrozená, může se vyvinout jen u jedince, který již sršní žihadlo dostal. Na rozdíl od včely může sršeň použít žihadlo opakovaně, neboť není opatřeno zpětnými háčky. Navíc jed dokáže vystřikovat i do vzduchu, a to až do vzdálenosti několika desítek centimetrů. Pokud v tomto případě zasáhne oči, funguje jako pepřový sprej.
Jed obsahuje poplašný feromon (2-metyl-3butyn-2-ol), který spouští agresivní reakci ostatních sršní.

## Rozšíření
Dnešní světová populace sršní pochází zřejmě z východní Asie. V této oblasti žije 11 druhů, což značí nejvyšší druhovou pestrost ze všech světových regionů. Sršeň obecná obývá značnou část Evropy a Asie v pásu, který se táhne od Britských ostrovů až po Japonsko. Zavlečena byla i do Severní Ameriky. Prvně byla pozorována roku 1840 ve státě New York, odkud se rozšířila do dalších států Spojených států amerických a některých provincií Kanady. Začátkem třetího tisíciletí byl výskyt sršně obecné potvrzen i v Guatemale, avšak nepodařilo se prokázat, že by se v zemi uchytila. K zachycení jednotlivých náhodných exemplářů občas dojde i na jiných místech (Alžírsko). V rámci Evropy došlo v roce 2010 k rozšíření na severní Sardinii. Rozšíření jednotlivých barevných forem („poddruhů“) je přibližně následující:
- Vespa crabro altaica – jihozápadní část asijského Ruska, severní Mongolsko;
- Vespa crabro birulai – severní Čína;
- Vespa crabro caspica – území mezi Černým a Kaspickým mořem, severní Írán;
- Vespa crabro crabro – Skandinávie (jižní část), Česko (vzácně), Chorvatsko, Rumunsko, evropská část Ruska, jihovýchodní Sibiř, jižní část ruského Dálného východu, Mandžusko, Korea;
- Vespa crabro crabroniformis – jihovýchodní Čína;
- Vespa crabro flavofasciata – Japonsko, Korea, Tchaj-wan;
- Vespa crabro germana – pevninská západní a jihozápadní Evropa, Lotyšsko, Polsko, Česko, Slovensko, Maďarsko, Bulharsko, Bosna a Hercegovina, Řecko (včetně Kréty), Turecko, možná Bělorusko, Ukrajina, Severní Amerika, Guatemala;
- Vespa crabro gribodoi – Anglie, Wales;
- Vespa crabro oberthuri – západní Čína.

## Biotop
Jde o lesní druh, částečně synantropní. Ve střední Evropě žije převážně v doubravách, lužních lesích, parcích, případně sadech, kde vyhledává dutiny stromů. Nevyhýbá se ani lidským obydlím: vyhovují jí zejména opuštěné tmavé a klidné půdní prostory, kůlny atp. Nepohrdne ani zastíněnými, před deštěm chráněnými zákoutími zdí.

## Biologie

### Hnízdo

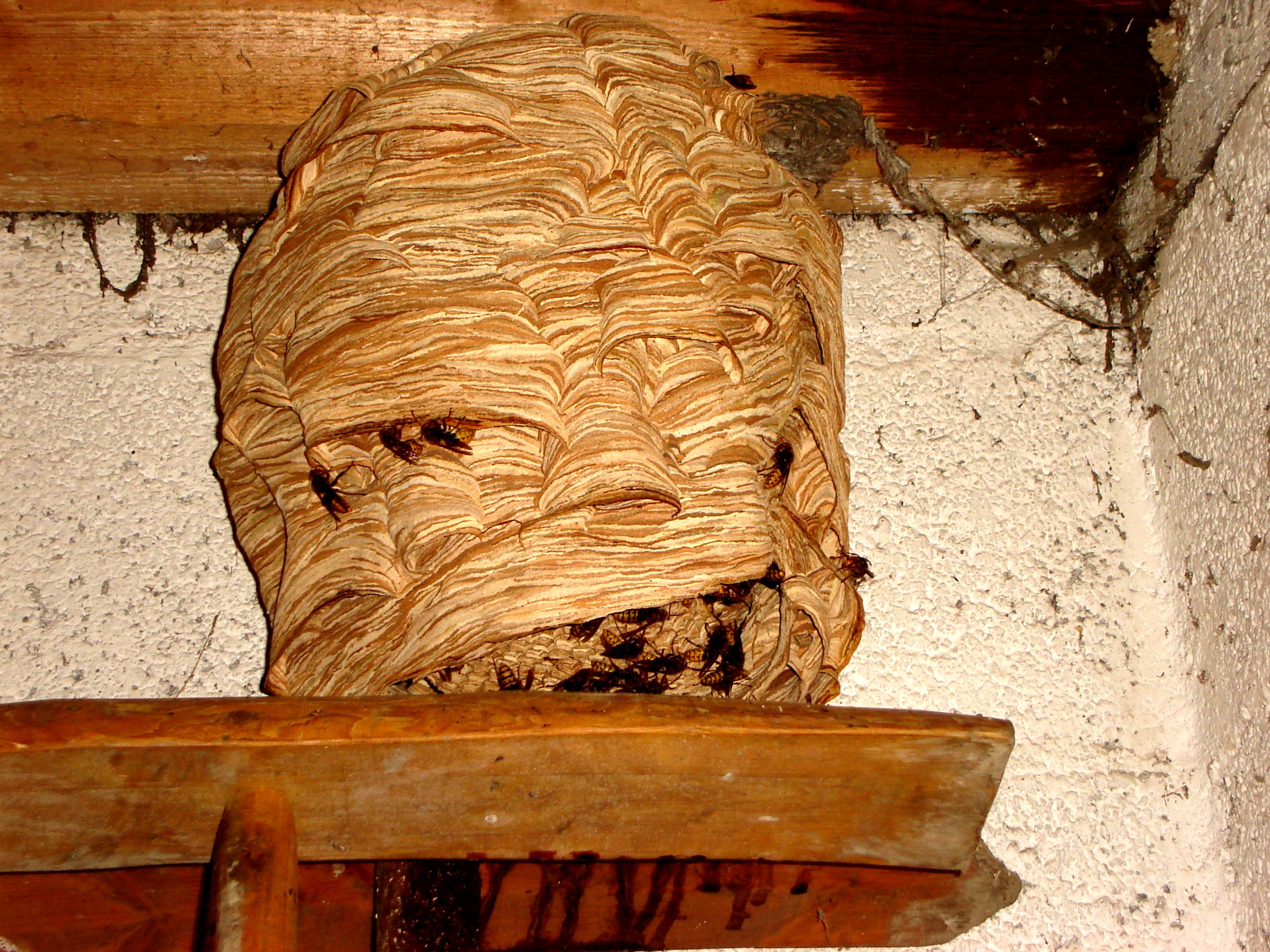
Sršní hnízdo

Plodná samice neboli královna se probouzí z hibernace od cca 10. dubna do začátku května, obvykle to bývá okolo 25. dubna. Brzy poté začíná s hledáním místa pro stavbu nového hnízda – staré hnízdo nikdy znovu nevyužívá (zřejmě kvůli parazitům). Za potravu ji zprvu slouží především míza a šťáva z rašících dřevin. Bílkoviny, jež jsou nutné k probuzení vaječníků, získává lovem hmyzu. Nové hnízdo zakládá obvykle v první polovině května. Nejčastějšími místy, kde hnízda staví, jsou dutiny stromů, méně často pak jiná místa nad zemí, výjimečně využívá i podzemní prostory.
Královna staví první plástev hnízda ze směsi starého, vesměs ztrouchnivělého dřeva (především dubů) a slin (papírovina). To je přilepeno pevnou stopkou k podkladu. Vchod směřuje vertikálně dolů. Kolem pláství s šestibokými buňkami postupně staví několikavrstvý (obvykle tří až čtyřvrstvý) ochranný obal. Na spodní straně je hnízdo otevřené a vypadává odtud odpad. Do buněk, jejichž průměr je zpočátku asi 8 mm, ale s rozvojem hnízda se zvětší až na 10 mm, a jejichž otvory směřují dolů, klade vajíčka a sama se stará o larvy. Sršní larvy jsou v buňkách poměrně aktivní a škrábáním o papírovinu se domáhají krmení. První vylíhlé dělnice se objevují v červnu. Postupně přebírají starost o potomstvo a rozšiřují hnízdo.
Hnízdo se postupem času rozšiřuje na několik poschodí (pláství). Průměrné hnízdo jich má pět, ta největší až patnáct. Plně rozvinuté velké hnízdo může mít okolo 1700 členů (vajíčka, larvy, kukly a dospělci dohromady), z čehož je asi 900 dělnic. Běžné hnízdo je ovšem podstatně menší, počet dělnic v něm dosahuje vrcholu v polovině září a čítá obvykle asi 190 jedinců. V době letních veder často musejí dělnice umělou ventilací udržovat v hnízdě přijatelnou teplotu. Dělají to tak, že ve voleti přinášejí kapky vody, tou zvlhčují papírovinu a máváním křídel zvyšují odpar a snižují teplotu. Pokud je naopak chladno, zvyšují teplotu mikrovibracemi letových svalů. Teplota v hnízdě se pohybuje v rozmezí 29 až 33 °C, nejčastěji je to 31 °C. Pokud není místo pro původní hnízdo dostatečně velké či se ukáže jinak nevhodné, může dojít k přesunu kolonie a k postavení hnízda nového (například v centrálním Japonsku bylo podle průzkumu z 80. let 20. století více než 50 % hnízd přesunutých). Dělnice nepřetržitě hlídají vchod do hnízda. Po vylétnutí mladých královen a samců dojde k postupnému zániku hnízda. Dělnice přestávají krmit larvy, ty chřadnou a umírají. Na podzim sršni vynášejí z hnízda nedozrálé plody a mrtvé larvy. Dělnice také postupně umírají a poslední z nich hynou s příchodem nízkých teplot nejpozději začátkem listopadu.

### Společenstvo
Společenstvo sršní je založeno na určité kastovní hierarchii. V čele stojí královna (plodná samice). Dále zde existuje kasta dělnic a od konce léta i mladých plodných samic (budoucích královen) a samců.

#### Královny

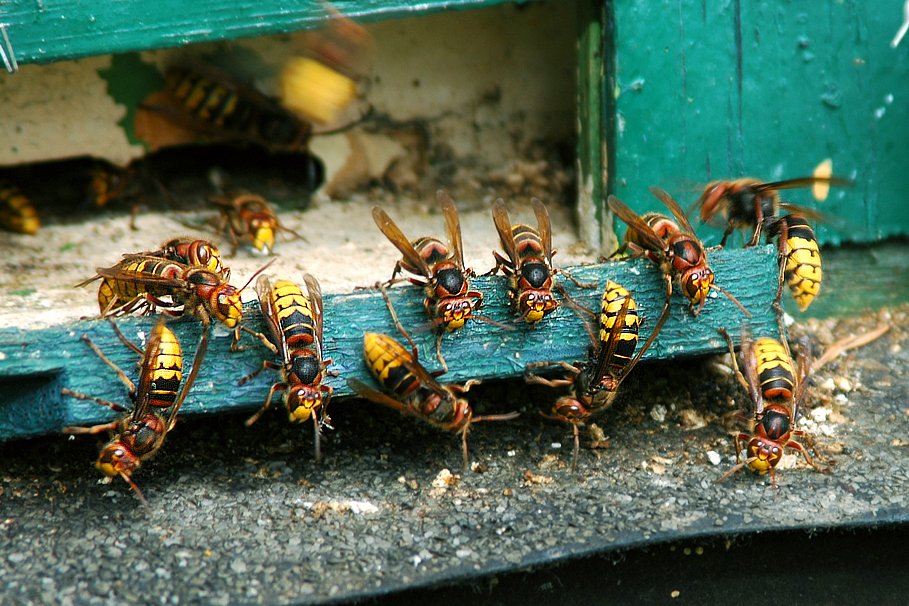
Mladé královny sršně obecné

Královna se pozná již v larválním stadiu – její vývoj trvá déle, neboť musí být vykrmena do větších rozměrů. I její buňka získává již při stavbě větší rozměr. V jednom hnízdě je vyprodukováno celkem mezi padesáti až více než dvěma sty královen (Michael Archer uvádí průměr 202 královen na hnízdo). Královna klade vajíčka obvykle sama, dělnice jsou však také plodné a někdy se stává, že začnou rovněž klást vajíčka. Ta ovšem brzy objeví ostatní dělnice a téměř vždy je zlikvidují. Dříve se mělo za to, že kastovní systém a nucenou neplodnost dělnic udržuje královna vylučováním feromonů, ale nejnovější výzkumy ukazují, že jde o vlastní iniciativu dělnic. Systému se říká kontrola dělnic (worker policing) a funguje tak, že dělnice se navzájem hlídají, ničí si případná již nakladená vajíčka a kolektivně si vynucují svou sterilitu, aby nedošlo k plýtvání jejich vzácné energie v boji o to, kdo bude klást vajíčka. Výsledkem by zřejmě byl rozpad společenstva a pravděpodobná nižší úspěšnost v boji o přežití. Pokud vajíčka dělnic objeví samotná královna, zlikviduje je. Říká se tomu kontrola královny (queen policing). Jestliže královna zahyne, mohou některým dělnicím dozrát vaječníky a následně kladou neoplozená vajíčka, z nichž se líhnou pouze samci.
Královny se někdy pokoušejí uzurpovat hnízdo jiných královen. Toto chování se nazývá vnitrodruhový sociální parazitismus či vnitrodruhová uzurpace. Dochází k tomu především v rané fázi vývoje hnízda, kdy je v hnízdě jen málo dělnic nebo ještě žádné. Cizí královna se snaží napadnout a vyhnat či zabít královnu původní. Její taktika je obvykle následující: dlouho pozoruje hnízdo, sonduje u vchodu. Přitom se často dostane do křížku s jednotlivými dělnicemi, které se snaží zabít, aby oslabila obranu. Jestliže je dělnic víc, útočící královna jimi může být usmrcena. Pokud se původní královna vydá bránit hnízdo, je napadena a dojde k boji královen na život a na smrt. Někdy uzurpátorka vnikne přímo do hnízda, kde obvykle podlehne přesile dělnic. Občas nastane situace, kdy cizí královna adoptuje kolonii, která z nějaké příčiny přišla o svou původní královnu. Těmto hnízdům se říká osiřelá. Některé dělnice mohou reagovat agresivně, ale většinou ji přijmou za vlastní.

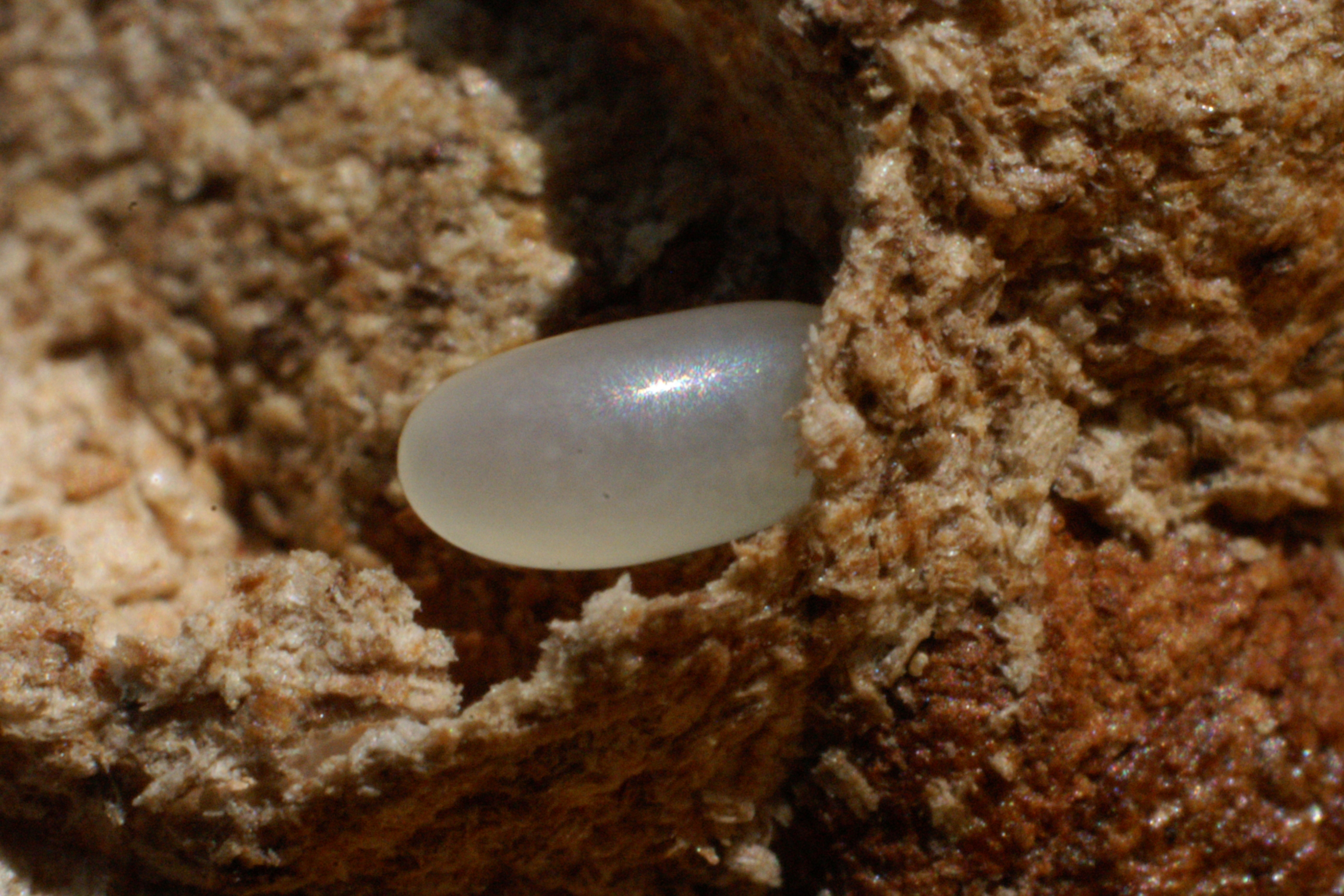
Vajíčko sršně

Královna umírá na podzim. Někdy je usmrcena přímo dělnicemi, které se vůči ní po vylíhnutí pohlavních jedinců začnou chovat agresivně.
Zvláštním typem vztahu mezi dělnicemi a královnou je tzv. královský dvůr (royal court), kdy dělnice obklopí královnu a lížou jí a okusují. Důvod tohoto chování není dosud přesně vysvětlen.

#### Vajíčka, larvy

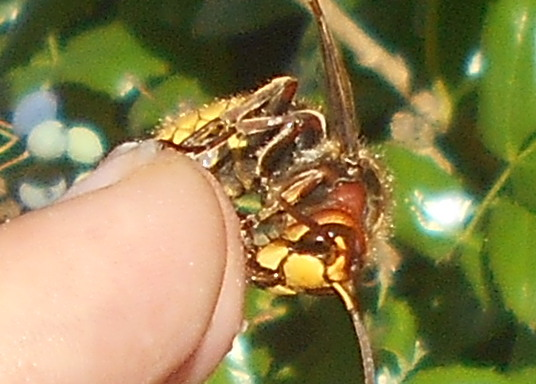
Dělnice Vespa crabro germana při krmení na ruce

Z vajíčka se larva vylíhne asi po 5 až 8 dnech. Následně bývá 12 až 14 dní intenzivně krmena, načež se zakuklí. Dospělci se líhnou po 13 až 15 dnech. Celý cyklus tedy v průměru probíhá něco přes 30 dní (dlouhodobý průměr je 32,4 dne). Vývoj královen trvá o několik dní déle než vývoj dělnic, nejčastěji to je 37 dní. Úmrtnost larev bývá nejprve okolo 12 až 13 %, ale postupně může růst a po vylíhnutí nových samců a královen se rapidně zvýší na konečných 100 % vlivem zanedbávání krmení a kanibalismu (larvami dělnic jsou někdy krmeny larvy budoucích pohlavních dospělců).

#### Dělnice
Dělnice mají na starost veškerý chod hnízda, kteroužto povinnost postupně přeberou od královny. Jejich hlavním úkolem je opatřovat potravu pro larvy, bránit hnízdo před vetřelci, udržovat v něm přiměřenou teplotu a vlhkost, opravovat ho a postupně ho rozšiřovat. Doba života dělnic se pohybuje od několika málo dní po více než 40 dní. Nejčastěji žijí asi 16 až 20 dní. V kontextu ostatních druhů sršňů jde o průměrnou délku života. V průměru nejdéle patrně žijí sršni východní (cca 40 dní) a sršni asijští (v laboratorních podmínkách 24 až 142 dní). Dlouhověkost snižuje mj. péče o larvy, jež dělnice zjevně vyčerpává.

#### Samci
Kasta samců se vyznačuje mnohými zvláštnostmi. Samce lze dobře rozpoznat díky dlouhým černým zahnutým tykadlům a oblému zadečku. Samci neloví, určitou dobu po vylíhnutí bývají krmeni, ale ne tak důkladně jako samice. Zapojují se však do práce v hnízdě – odebírají kořist od dělnic a krmí larvy, větrají, případně ochlazují hnízdo a odklízejí zbytky. Obecně ale mají daleko méně úkolů než královny a dělnice. Průměrné hnízdo vyprodukuje okolo 340 samců.

### Denní režim, aktivita
Dělnice jsou aktivní přibližně 22 hodin denně. Jako jeden z mála druhů sršní rodu Vespa jsou schopny létat a lovit i v noci, (rod Provespa jsou naopak noční sršně). Nevadí jim ani mírný déšť. Odpočívají tak, že náhle upadnou do stavu naprosté strnulosti trvající asi půl minuty, což zopakují asi 20krát až 25krát za noc. Čerstvě po vylíhnutí zůstávají v hnízdě, přičemž nejprve odpočívají a čekají, až se jim zpevní kutikula. Druhý den se již zapojují do práce v kolonii – krmí plod, staví buňky, větrají a hlídají. Po 3 až 4 dnech začínají létat mimo hnízdo a přinášet zásoby.

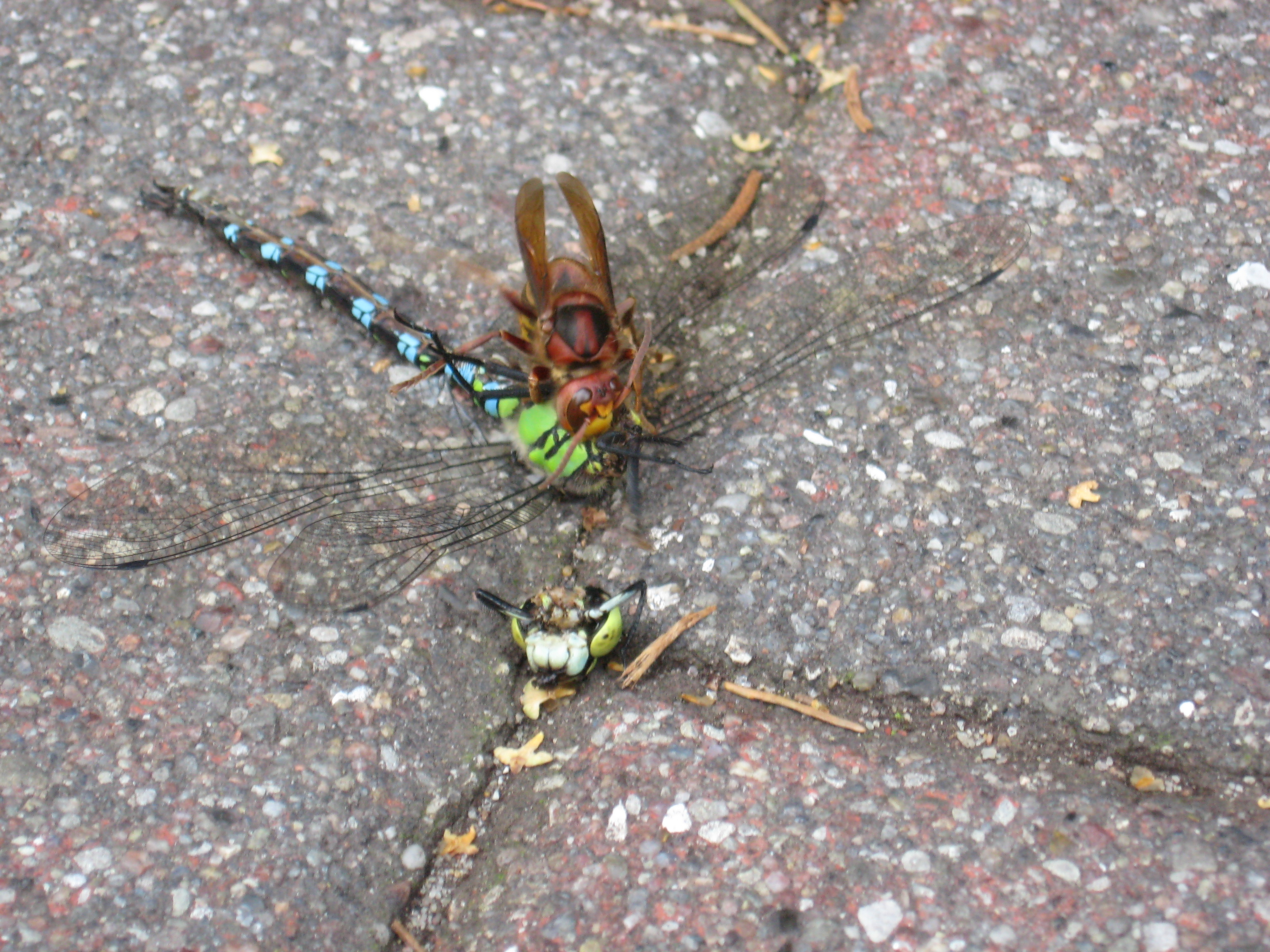
Sršeň s ulovenou vážkou

Japonský specialista na sociální vosy Makoto Matsuura pozoroval v červnu a červenci aktivitu dělnic v jedné kolonii. Analyzoval celkem 1033 letů. Z nich v 57 % přinesly dělnice tekutinu (různé šťávy), ve 13 % kořist, v 17 % vlákninu (celulózu) a v 7 % vodu. 5 % dělnic se vrátilo do hnízda bez pozorovatelného nákladu. Královna před vylíhnutím prvních dělnic tráví 70 % času mimo hnízdo, 25 % času pracuje v hnízdě a 5 % času odpočívá. Nicméně poté, co starost o zásobování převezmou dělnice, stráví 98 % času odpočinkem a ve zbývajícím čase klade vajíčka nebo se krmí.

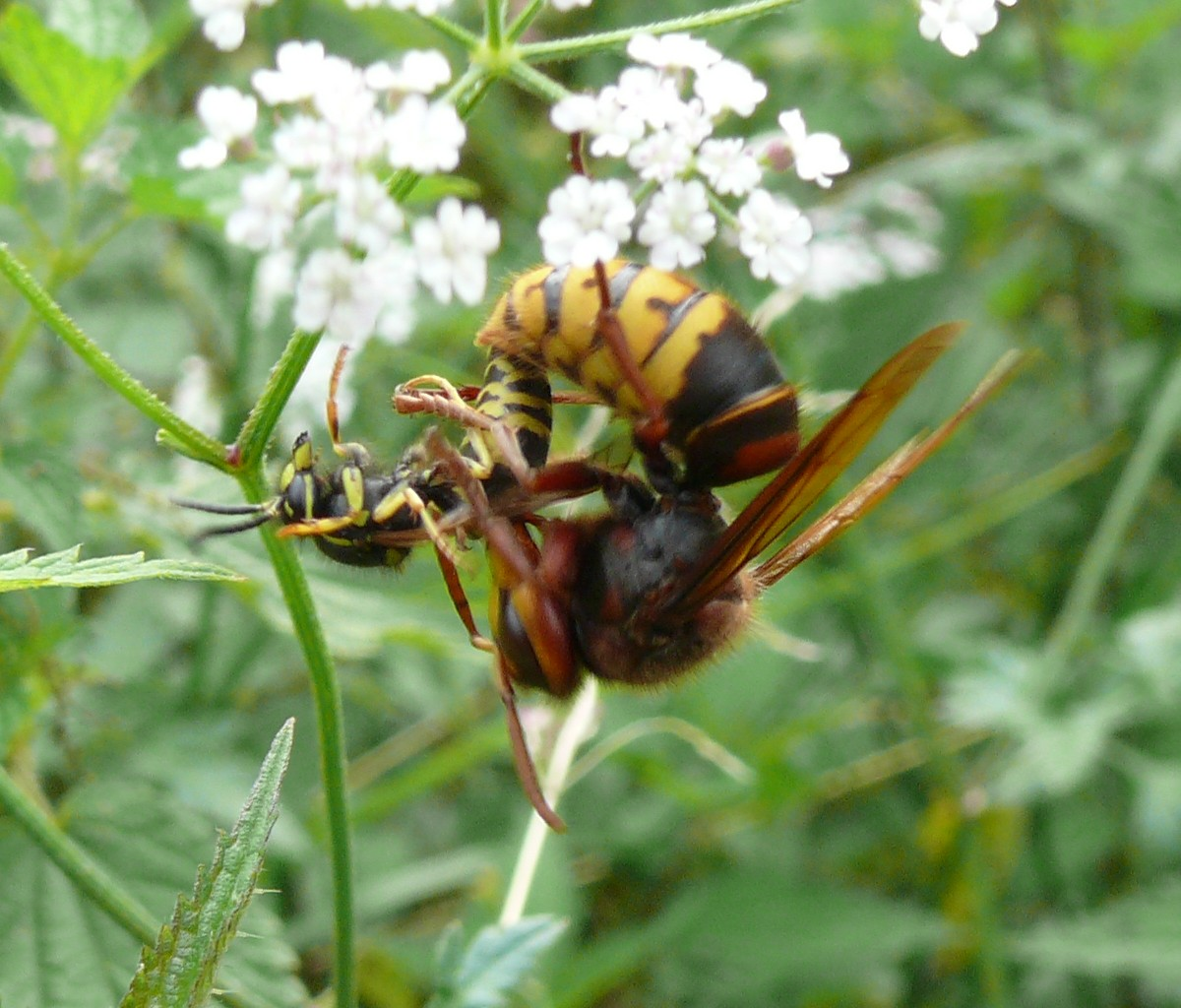
Sršeň obecná s ulovenou vosou

### Potrava

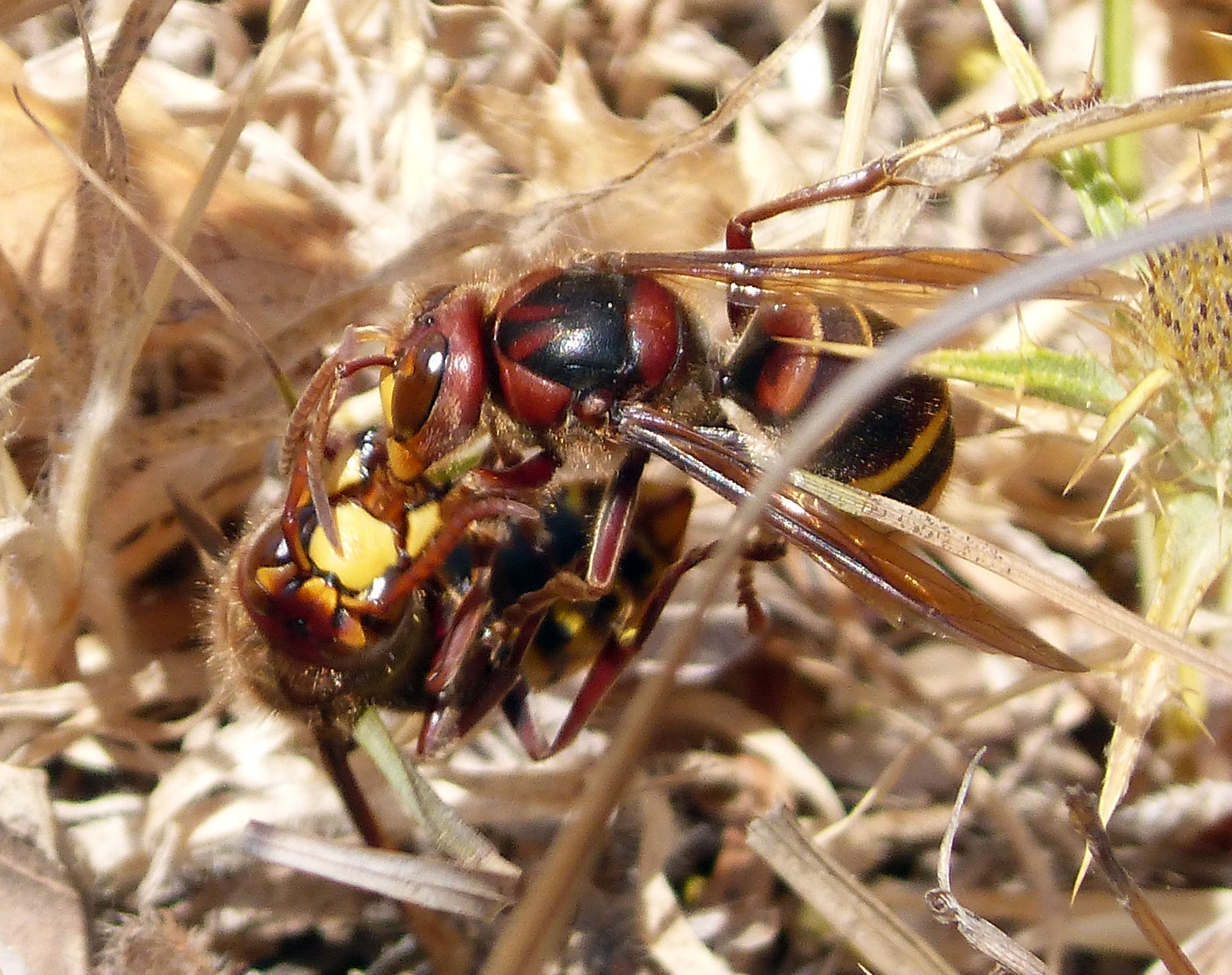
Trofalaxe dospělých sršní

Larvy jsou masožravé, dělnice jim musí nosit potravu, což jsou nažvýkané části různých zástupců hmyzu. Největší podíl sršní kořisti tvoří dvoukřídlí následovaní motýly, vosami a včelami. Co se preference kořisti týče, sršně obecné jsou v rodu Vespa označováni jako „částeční specialisté“ (další jsou generalisté a specialisté). Některé genetické linie sršní se mohou zaměřovat na vosy, jiné na včely. V prostředí střední Evropy slouží jako hlavní kořist obvykle mouchy. V Japonsku tvoří 95 % potravy sršní obecných různé druhy cikád. V některých oblastech se tito dravci specializují i na vážky, a to až do velikosti dospělých šídel modrých. V noci loví převážně můry a chrousty. Sršni jsou výkonní lovci a v blízkosti hnízda dokáží doslova zdecimovat populaci své kořisti. Průměrné hnízdo za den spotřebuje okolo 0,5 až 1,5 kg hmyzu.
Při lovu někdy využívají metodu zvanou kleptoparazitismus. Byl zaznamenán případ, kdy sršeň přistála na síti křižáka Argiope aurantia, vykousala mu z ní chycenou vosu a odletěla. Křižák nikterak nereagoval.
Dospělci se živí převážně nektarem, ovocem, medovicí a mízou. Při tom preferují nektar a mízu z šeříku, jasanu, dubu, olše, břízy, dřišťálu, akátu, střemchy a břečťanu. Šťáva z ovoce musí být dostatečně sladká či dokonce nakvašená, nezralé plody sršni nevyhledávají. Olizují i medovici uvízlou na stromech, případně produkovanou svými larvami. Někdy násilně vnikají do včelích hnízd a loupí med. Uloveným včelám občas prokusují zadečky, aby se dostaly k nasbíranému nektaru ve voleti.
Tekutou potravu přenášejí ve voleti, pevnou v kusadlech. Ulovený hmyz připravují tak, že z něj odstraní končetiny, hlavu, křídla a zadeček a z hrudi bohaté na bílkoviny nažvýkají kuličku, kterou podávají larvám. Tekutou část uloveného hmyzu mohou konzumovat i dospělci a mnohdy tak i činí. Pokud je nažvýkaná kulička masa příliš tuhá a suchá (vysátá dlouhým žvýkáním), dělnice ji mohou odhodit, aniž by ji daly larvám.

#### Trofalaxe
Sršni a další druhy sociálního hmyzu požírají též výměšky trávení vylučované svými larvami (a někdy i dospělci), což se nazývá termínem trofalaxe. Dospělci k produkci tekutiny stimulují larvy drážděním mandibul (kusadel). Výměšky jsou tvořeny velkým množstvím vody, cukrů (cca 9 %), bílkovin (cca 2 %) a volných aminokyselin, jichž obsahují asi 50krát více než nektar. Výzkumy ukazují, že trofalaxe snižuje agresivitu dělnic, což je důležité z hlediska pořádku v hnízdě. Tento způsob obživy získává na významu v pozdních fázích vývoje hnízda a někdy může vést až k úmrtí larvy, která je doslova vysáta a pak vyhozena.

### Rozmnožování, hibernace

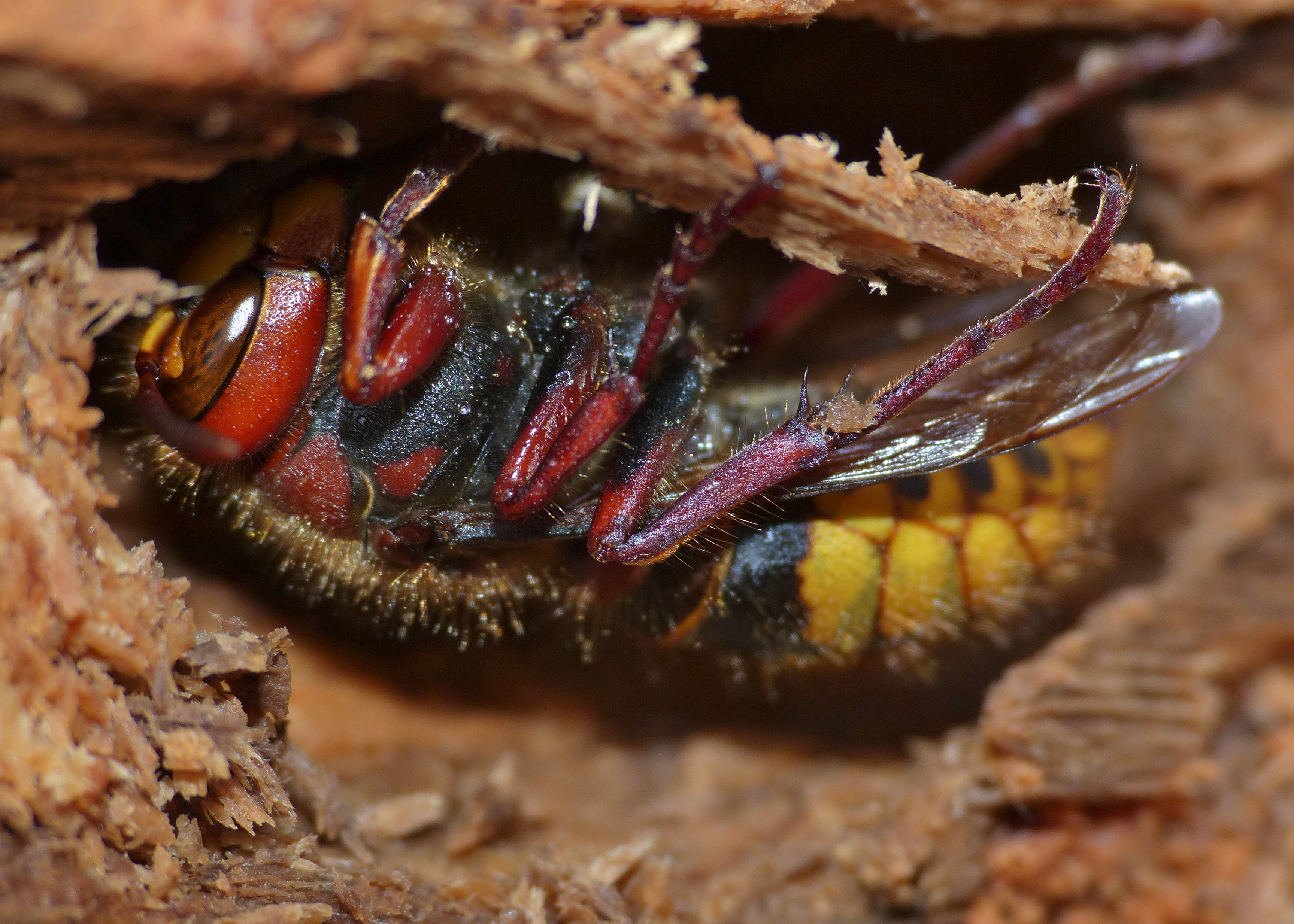
Oplodněná samice hibernující v ztrouchnivělém dřevě

Po vylíhnutí zůstávají mladé královny a samci přibližně 3 týdny v hnízdě, kde je dělnice starostlivě krmí sladkými tekutinami. Pak opouštějí kolonie a dojde k páření. Samci hlídkují poblíž hnízda a čekají na samice. Obvykle oplodní více samců jednu samici. Jsou k nim přitahováni feromony, které jsou pro samice jedinečné a výrazně se liší od pachu produkovaného dělnicemi a samci. Samice si následně vyhledají místo k přezimování, zatímco samci hynou. K přezimování slouží různé dutiny, tlející dřevo a někdy i lidské příbytky. Samice hibernují většinou hromadně a ve ztuhlém stavu. Jejich metabolismus se při tom výrazně utlumí, k přežití případných záporných teplot pak produkují glycerol. Spermie od samečků si uchovávají ve spermatéce (zvláštní schránka v zadečku) a na jaře je postupně uvolňují a oplodňují svá vajíčka.

### Komenzálové, paraziti, nemoci

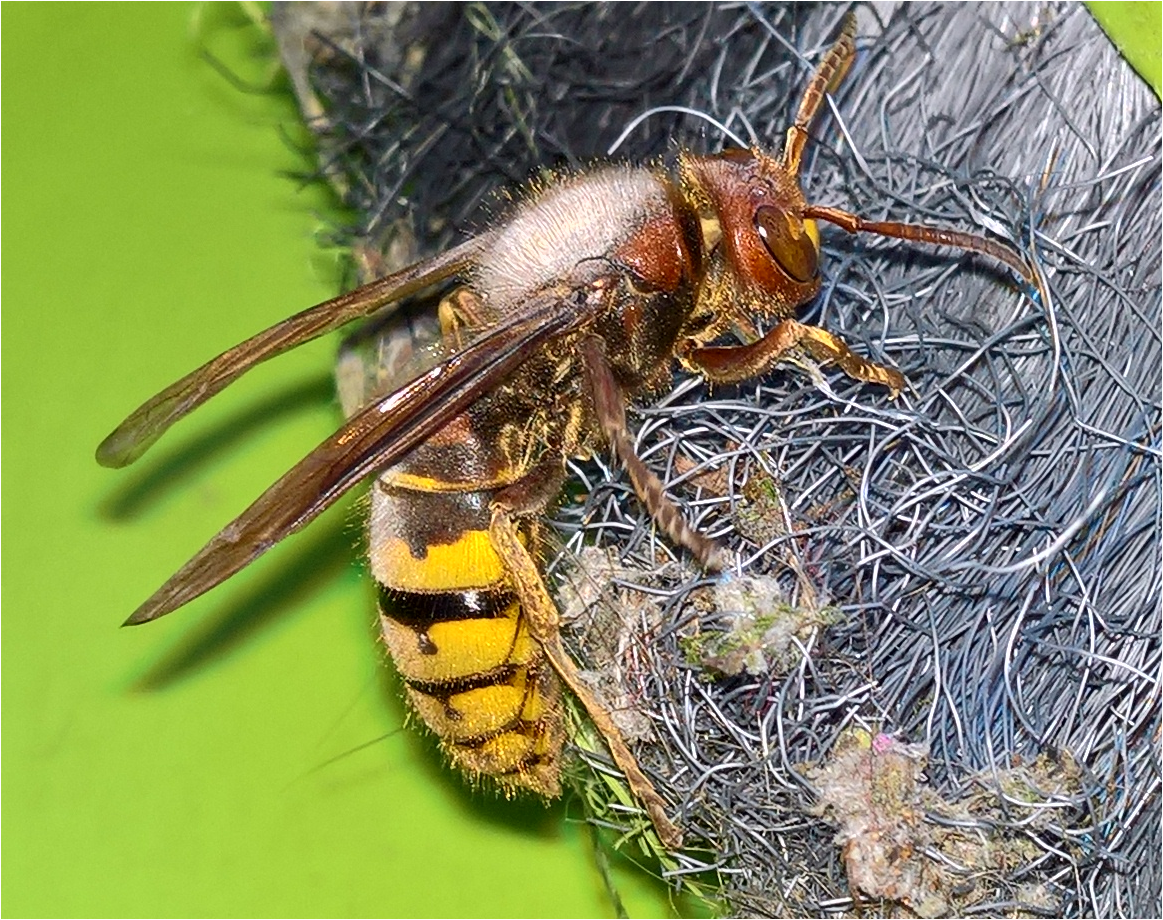
Sršeň napadená houbou

V blízkosti hnízda (většinou pod ním) se často vyskytuje drabčík sršní (Velleius dilatatus), který se živí odpady z hnízda, zbytky potravy, mrtvými sršni včetně larev a larvami jiných komenzálů. Parazitem sršní je očnatka žlutá (Conops quadrifasciatus), moucha, která svým zbarvením napodobuje vosovité. Napadá vosy, čmeláky a sršně. U vchodu do hnízda na ně nalétne zezadu a za prudkého zápasu jim naklade na zadeček vajíčko opatřené příchyty. Z něho se vylíhne larva, která se prokouše do svého hostitele a postupně ho vyjídá. Hostitel časem hyne. Dalším parazitem sršních hnízd je pestřenka sršňová (Volucella zonaria), jež žije nejprve jako komenzál pod sršními hnízdy a živí se ústrojným odpadem, avšak na podzim, kdy je hnízdo již oslabené a chřadnoucí, proniká přímo do něj a konzumuje skomírající larvy a kukly.

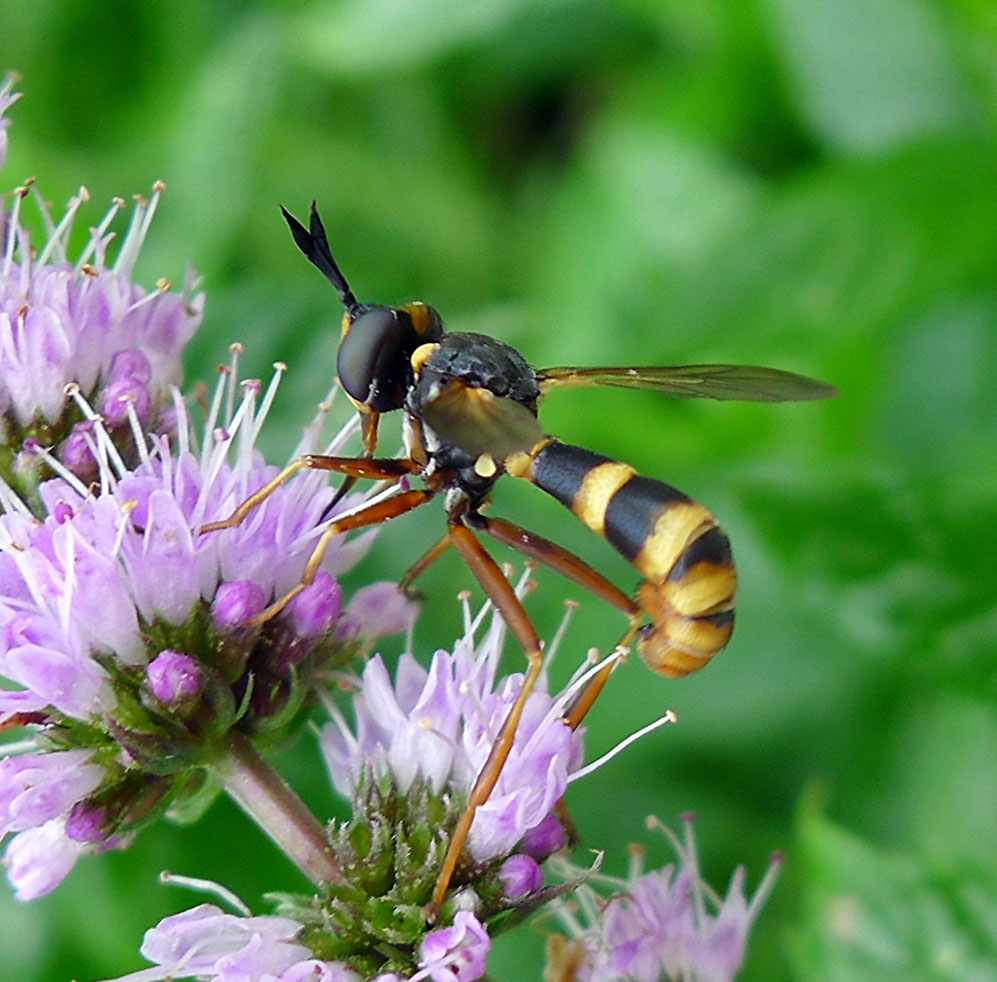
Očnatka žlutá patří mezi parazity sršní obecných

Zajímavým druhem endoparazita je řasnokřídlý hmyz Xenos crabronis (pro srovnání viz Xenos vesparum), který napadá rozličné druhy sršní a dokáže radikálně změnit chování hostitele. Podle výzkumů z Japonska dosahuje počet zasažených hnízd sršní obecných přibližně 30 % a počet napadených jedinců 1,1 %. Do hnízda se malá hbitá larva parazita dostává prostřednictvím dělnic, na nichž se zachytí z květů. Proniká do sršních larev, kde se přeměňuje a zůstává v nich i po proměně v dospělce. Jedinci napadení parazitem ztrácejí při letu orientaci, neúměrně často odpočívají a prakticky rezignují na práci pro hnízdo. Infikovaní sršni se poznají tak, že jim zpod zadečkových článků vyčuhují jakoby „kapsičky“, což je hlavohruď parazita. V určité části vývoje je pak vyhledají okřídlení samci a samičku usazenou v sršni oplodní. Ta následně začne trousit larvičky.
Sociálním parazitem sršně obecné ve východní Asii bývá sršeň Vespa dybowskii. Jde o agresivní druh, jehož královna někdy vnikne do hnízda sršně obecné (parazituje i u sršní žlutavých), usmrtí původní královnu, hnízdo ovládne a začne klást vlastní vajíčka. Dělnice sršně obecné se dále starají o larvy, ale postupně vymírají a jsou nakonec zcela nahrazeny novým druhem.
Sršeň může být napadena i některými hlísticemi, houbami, mikroby a viry, nicméně promoření bývá nízké a má jen zcela výjimečně fatální následky pro kolonii (to platí obecně pro zástupce rodu Vespa).

### Kompetice
V hierarchii sršní ve východní Asii stanovené na základě pozorování soupeření jednotlivých druhů u zdrojů potravy (především u vývěrů mízy) se sršeň obecná nachází v první čili úspěšnější polovině. Vždy je před ní velká sršeň mandarínská a agresivní Vespa dybowskii. Za ní se v pomyslném žebříčku nachází sršeň žlutavá, Vespa analis a Vespa tropica. V Evropě jí v roce 2004 vyvstala nová konkurence v podobě sršně asijské (Vespa velutina). Ta je sice menší a v přímém střetu slabší (občas padne sršni obecné i za oběť), ale celkově se rychleji šíří, má početnější kolonie a u zdrojů potravy operuje ve větších počtech. Obě sršně mají podobnou potravní skladbu, i když Vespa velutina se více zaměřuje na včely. Sršeň obecná je ale odolnější vůči nemocem.

### Predace

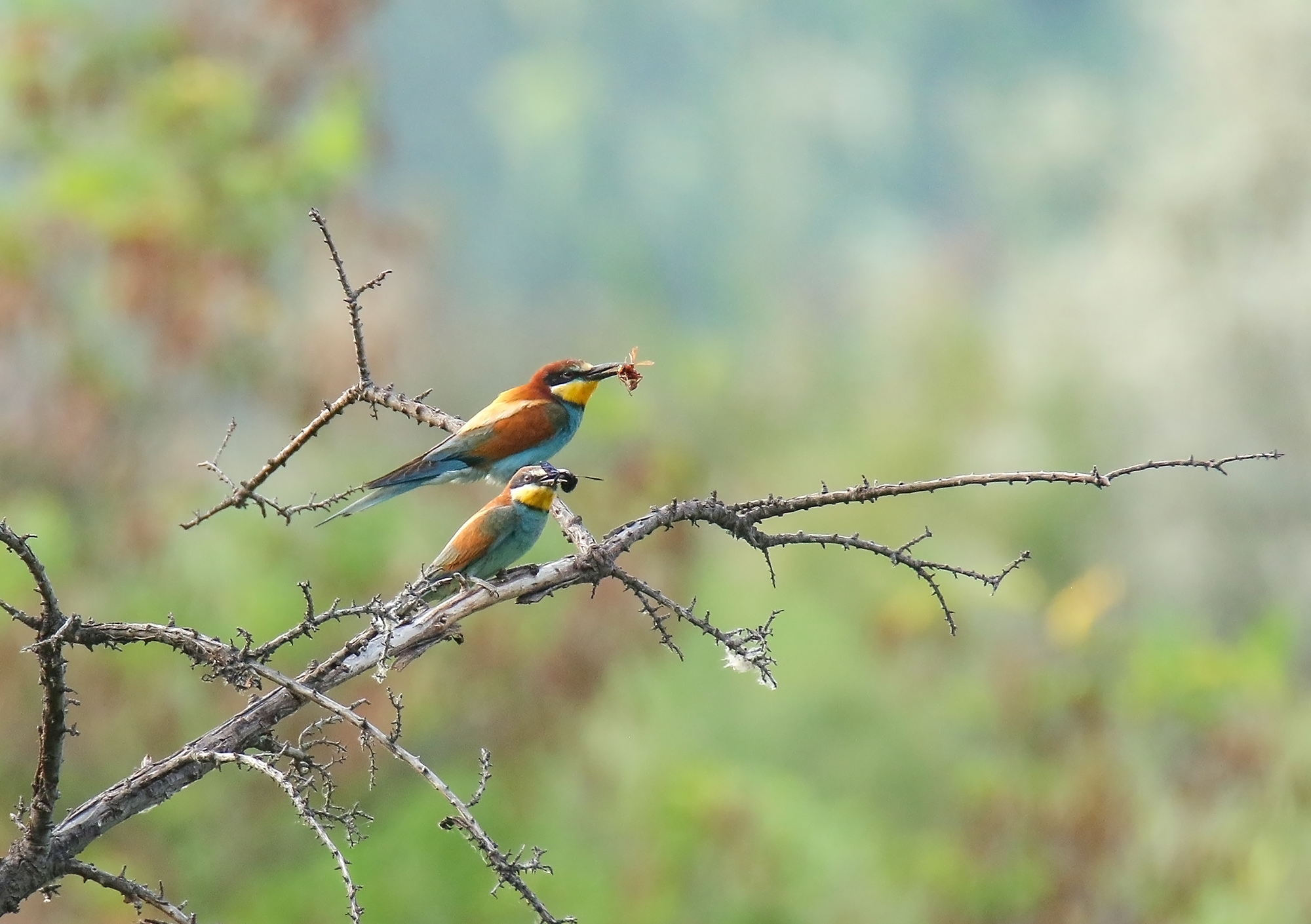
Dvě vlhy pestré s ulovenou kořistí. Zadní drží v zobáku sršeň a to nejspíše druh sršeň východní.

V Evropě mají sršně relativně málo přirozených nepřátel. Výjimečným predátorem bývá včelojed lesní. Někteří další ptáci, především z čeledi vlhovitých a krkavcovitých, občas sršně požírají. Vlhy (jejichž hlavní potravou jsou nicméně včely, čmeláci a vážky) se nebezpečí bodnutí vyhýbají tím, že v zobáku drženým úlovkem tlučou o větev či jiný tvrdý povrch tak dlouho, až rozbijí kutikulu a zničí jedový aparát.
Ve východní Asii sršně obecné mají dalšího přirozeného nepřítele. Je jím sršeň mandarínská. Tento druh je mnohem větší a používá metodu koordinovaného útoku až několika desítek jedinců. Napadá sice častěji hnízda sršní žlutavých (Vespa simillima) a druhu Vespa analis, nicméně občas zaútočí i na kolonii sršně obecné. Výsledek zápasu mezi oběma druhy bývá nejistý, avšak sršně obecné jsou mnohdy schopny odrazit masivní útok sršní mandarínských. V porovnání s jinými druhy sršní (Vespa simillima, Vespa analis, Vespa tropica) a vosami (Vespula flaviceps) mají sršně obecné nejúčinnější obranu. V Japonsku zaznamenali, že při jedné z úspěšných obran svého hnízda usmrtily dělnice sršně obecné 29 útočících sršní mandarínských. I tak zničí sršně mandarínské ve středním Japonsku průměrně 10 % kolonií sršní obecných (u sršní žlutavých je to mnohem více, asi 35 %).

## Sršeň, včela a člověk
Přestože vyhledává nektar, není kvůli své nepočetnosti významným opylovačem. Její prospěšnost spočívá ve schopnosti požírat značné množství hmyzu, především much, vos a můr, jehož výskyt v širším okolí hnízda znatelně potlačuje.

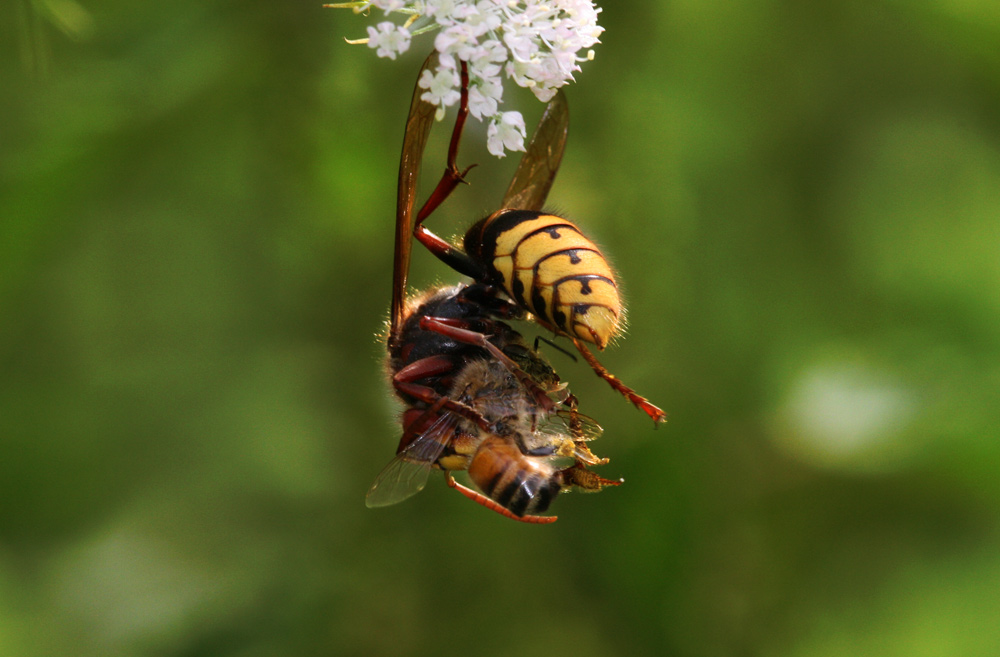
Sršeň s ulovenou včelou

Z pohledu lidské ekonomiky může sršeň působit jisté škody. Nakousává zralé ovoce, které pak podléhá hnilobě a chorobám. Loví včely a někdy může napadat i úly, kde plení zásoby medu. Její schopnost decimovat zdravá včelstva však bývá výrazně nadhodnocována. Jsou dokonce včelaři, kteří ji vidí rádi poblíž svých úlů, protože likviduje včelí škůdce zavíječe voskové. Pokud už včely napadá, útočí zásadně jednotlivě, a to především na včely vracející se do hnízda, případně během opylování, kdy jsou samotné dělnice vůči velkému predátorovi bezbranné. V úlech či u vstupů do nich může být situace jiná. Některá včelí společenstva se naučila sršním bránit a likvidovat je přímo v hnízdech. Základní obrannou strategií je semknutí včel do malého propleteného roje (koberce), který útočníkovi čelí jako kompaktní hmota. Přitom se včely snaží zachytit sršeň končetinami. Pokud se to včelám podaří, obalí sršní dělnici svými těly a zahřátím, zvýšením přísunu oxidu uhličitého a zřejmě i vylučováním jedu ji „upečou“, udusí a otráví zároveň. Útočná taktika sršní obecných se může lišit od té používané jinými sršni. Kupříkladu sršně východní jsou schopny vytrhnout z propojeného včelího koberce jednotlivé včely, což sršně obecné nedělají. Sršně obecné neaplikují metodu masivního hromadného útoku na osazenstvo úlu, jako to praktikují sršně mandarínské, jež během několika desítek minut mohou včelí úl doslova vyhladit. Přesto sršně obecné dokáží zásadně oslabit úly, které nejsou v dobré kondici.
Sršně se vůči lidem většinou nechovají agresivně a bez příčiny nikdy samy nezaútočí. Při klidném chování a respektu k osazenstvu snášejí přítomnost člověka i poměrně blízko hnízda. Nicméně z preventivních důvodů se nedoporučuje příliš přibližovat; při pomalém pohybu nesměřujícím k otvoru hnízda se může pozorovatel přiblížit i na 0,5 metru, ale neměl by bránit sršním ve výletu, dýchat směrem ke hnízdu a čímkoli vibrovat. Přes svou mírnou povahu a relativní neagresivitu bývá sršeň člověkem pronásledována. Například v Japonsku bývá lidmi zničeno cca 10 % kolonií sršní obecných (hnízd podstatně nebezpečnějších sršní mandarínských bývá tamtéž zničeno 38 %).

### Ochrana
Mezinárodní svaz ochrany přírody sršeň obecnou nevyhodnocuje. Většina států, kde se vyskytuje, ji nepovažuje za druh hodný ochrany. Výjimkou je spolková země Rakouska Štýrsko a Německo, kde se sršně obecné nesmí zabíjet a hnízdo může být odstraněno jen s povolením úřadů a za asistence hasičů či specializované firmy.